# シャヘド 285
シャヘド 285
- 用途：観測ヘリコプター
- 分類：偵察機
- 製造者：HESA
- 運用者： イラン（イスラム革命防衛隊)
- 初飛行：2005年
- 生産数：35機
- 運用開始：2009年
- 運用状況：現役
- 原型機：ベル 206（シャヘド 278）

シャヘド 285（英:  Shahed 285）は、イラン製の観測ヘリコプターである。ベル 206ヘリコプターから派生したシャヘド 278をベースに制作されており、イラン航空機製造工業が製造を行っている｡

## 機体
シャヘド 285の機体はベル 206の派生であるシャヘド 278をベースに製作されており、機体は複合材で構成されている。
角張った機体前面の形状からステルス性を備えていると考えられる事もあるが、メインローターの基部が露出している、武装をスタブウィングに装備する事などからステルス性は無いと思われる。
また、シャヘド 285は単座のヘリコプターとなっており、生産コストの軽減を計っていると思われる｡

## 武装
武装は、機首に固定武装として初期生産型ではPKMT 7.62mm機関銃を、後期生産型ではNSV重機関銃を搭載している。初期型の固定武装である7.62mm機関銃はAH-64DやMi-28のようにタレットを備えた機種と違い、タレットに搭載されておらず、技術の問題により機首に固定せざるを得なかったと推測されている。
固定武装の他にスタブウィングに存在するハードポイントに機関銃やロケット弾、空対地ミサイル、空対空ミサイルの搭載が可能であり、これによりシャヘド 285は主任務である偵察に加え、軽攻撃ヘリコプターとしての運用が可能となっている｡

## 性能
出典:Military Factory
- 乗員 - 1名
- 全長 - 12.94m
- 全高 - 3.42m
- 全幅 - 10.6m
- 空虚重量 - 820kg
- 最大離陸重量 - 1,450kg
- エンジン - アリソン250-C20Bターボシャフトエンジン x1
- 出力 - 420shp
- 巡航速度 - 200km/h
- 最高速度 - 225km/h
- 実用上昇限度 - 4,160m
- 航続距離 - 875km
- 武装 - PKTM 7.62mm機関銃(初期型):NSV 12.7mm機関銃(後期型)
- ハードポイント - x2

## 派生型
AH-85A
7.62mm機関銃とロケットポッドを備え、主に偵察や観測に利用される。
AH-85B
非対称戦を対象とした派生型と言われているが未だ確認されておらず、不明な点が多い。
AH-85C
機首にレーダーを備え、空対艦ミサイルが運用可能となっている。